# Gitárosok listája stílusuk szerint
Ez a lista zenei stílusok szerint tartalmazza az ismertebb gitárosokat. A betűrendes listát az alábbi lapon találod: Gitárosok listája betűrendben

## Gitárosok

### Klasszikus
- Agustín Barrios
- Bernáth Ferenc
- Remi Boucher
- Julian Bream
- Leo Brouwer
- Abel Carlevaro
- Costas Cotsiolis
- Csáki András
- Csík Adolf
- Alirio Diaz
- Zoran Dukic
- Eötvös József
- Dimitris Fampas
- Tilmann Hoppstock
- Katona Twins
- Kováts Barna
- Antonio Lauro
- Miguel Llobet
- Carlo Marchione
- Pablo Marquez
- Müller Márió
- Alvaro Pieri
- Alberto Ponce
- Emilio Pujol
- David Russell
- Andrés Segovia
- Pavel Steidl
- Szendrey-Karper László
- Szilvágyi Sándor
- Francisco Tárrega
- John Williams
- Narciso Yepes

### Flamenco
- Juan Carmona
- Paco de Lucía
- Carlos Montoya
- Ramón Montoya
- Paco Peña
- Manitas de Plata
- Pepé Romero
- Sabícas
- Tomatito
- Adamo Kocana

### Dzsessz

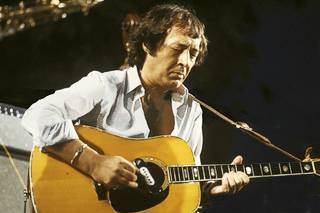
Szabó Gábor

- Babos Gyula
- Bacsik Elek
- George Benson
- Kenny Burell
- Marco Comandè
- Al Di Meola
- Joe Diorio
- Eichinger Tibor
- Scott Henderson
- Allan Holdsworth
- Barney Kessel
- László Attila
- John McLaughlin
- Pat Metheny
- Wes Montgomery
- Joe Pass
- Les Paul
- Django Reinhardt
- John Scofield
- Snétberger Ferenc
- Mike Stern
- Szabó Gábor

### Rock
- Alapi István
- Michael Angelo Batio
- Martin Barre (Jethro Tull)
- Syd Barrett (Pink Floyd)

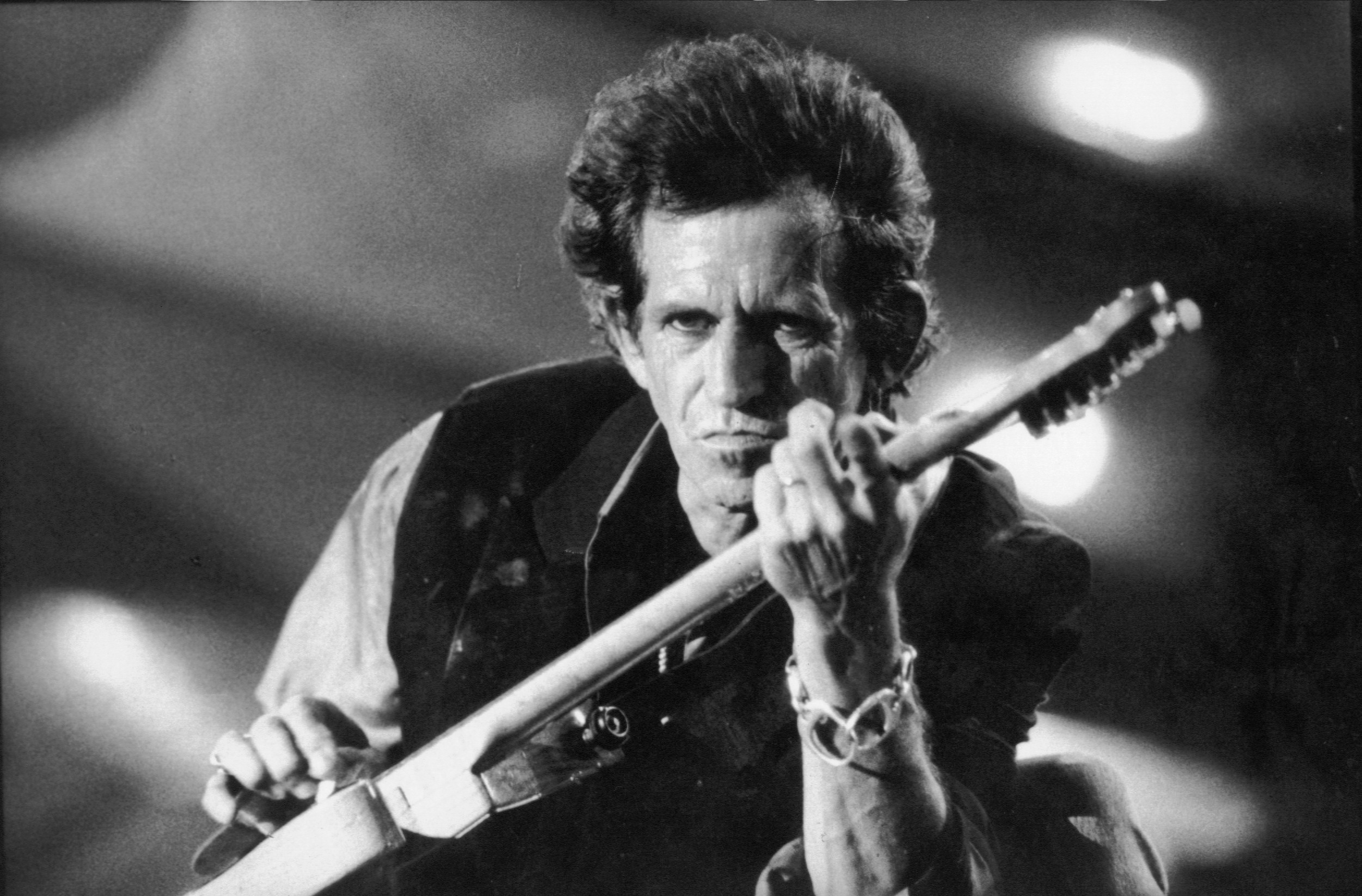
Keith Richards

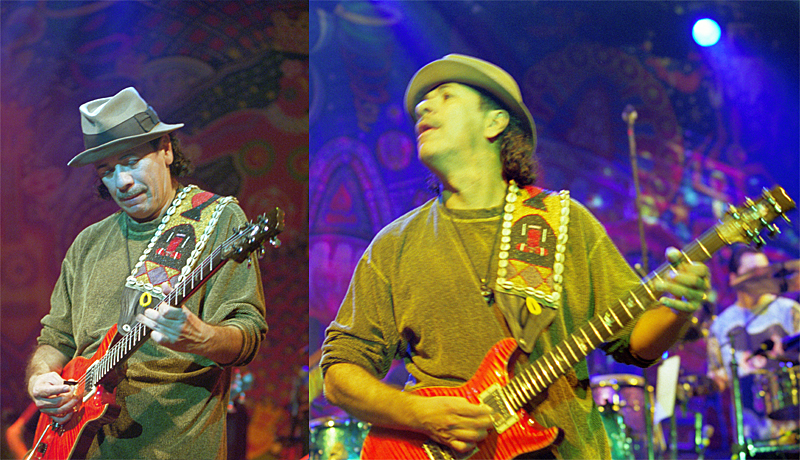
Carlos Santana

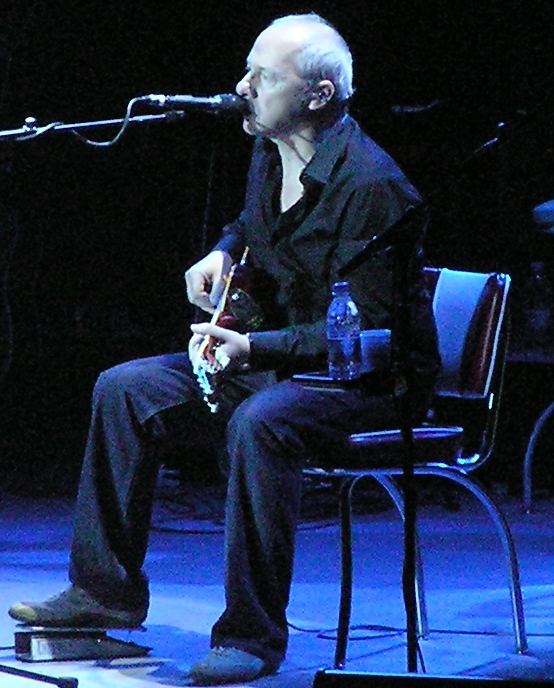
Mark Knopfler

- Jeff Beck (The Yardbirds, The Jeff Beck Group)
- Matthew Bellamy (Muse)
- Bencsik Sándor (P. Mobil, P. Box)
- Chuck Berry
- Ritchie Blackmore (Deep Purple, Rainbow, Blackmore’s Night)
- Mick Box (Uriah Heep)
- Kurt Cobain (Nirvana)
- Dave Grohl (Foo Fighters)
- Chris Shiflett (Foo Fighters)
- Mike McCready (Pearl Jam)
- Fazekas Ákos Art of Haven
- Robin Finck (Guns N’ Roses, Nine Inch Nails)
- Peter Frampton (The Herd, Humble Pie)
- Ace Frehley (Kiss)
- Robert Fripp (King Crimson)
- John Frusciante (Red Hot Chili Peppers)
- Rory Gallagher
- David Gilmour (Pink Floyd)
- Peter Green (Fleetwood Mac)
- George Harrison (The Beatles, Traveling Wilburys)
- Jimi Hendrix
- Buddy Holly
- Steve Howe (Yes)
- Frank Iero (My Chemical Romance)
- Tony Iommi (Black Sabbath)
- Eric Johnson
- Brian Jones (The Rolling Stones)
- Jorma Kaukonen (Jefferson Airplane, Hot Tuna)
- Kispál András (Kispál és a Borz)
- Mark Knopfler (Dire Straits)
- Richard Z. Kruspe (Rammstein)
- John Lennon (The Beatles)
- Benji Madden (Good Charlotte)
- Yngwie J. Malmsteen
- Steve Marriott (Small Faces, Humble Pie)
- Hank Marvin (The Shadows)
- Brian May (Queen)
- Nick McCarthy (Franz Ferdinand)
- Gary Moore
- Steve Morse (Deep Purple)
- Szörényi Levente (Mediterrán, Balassa, Illés, Fonográf)
- Ted Nugent
- Mike Oldfield
- Jimmy Page (The Yardbirds, Led Zeppelin)
- Joe Perry (Aerosmith)
- John Petrucci (Dream Theater)
- Elvis Presley
- Radics Béla
- Keith Richards (The Rolling Stones)
- Richie Sambora (Bon Jovi)
- Carlos Santana
- Yağmur Sarıgül
- Joe Satriani
- Rudolf Schenker (Scorpions)
- Neal Schon (Santana, Journey)
- Tátrai Tibor
- Mick Taylor (The Rolling Stones)
- Pete Townsend (The Who)
- Steve Vai
- Tolcsvay László (Tolcsvay-trió, Tolcsvayék és a Trió, Fonográf)
- Móricz Mihály (Sakál-Vokál, Tolcsvayék és a Trió, Fonográf, NO coMMent)
- Bródy János (Illés, Fonográf)
- Eddie Van Halen (Van Halen)
- Ronnie Wood (The Jeff Beck Group, Faces, The Rolling Stones)
- Angus Young (AC/DC)
- Malcolm Young (AC/DC)
- Frank Zappa
- Slash (Guns N’ Roses, Velvet Revolver)

### Metal
- Antti Kokko (Kalmah)
- Dimebag Darrell (Pantera)
- Kirk Hammett (Metallica)
- Jeff Hanneman (Slayer)
- Matt Heafy (Trivium)
- James Hetfield (Metallica)
- John 5 (Rob Zombie, Marilyn Manson)
- Kerry King (Slayer)
- Alexi Laiho (Children of Bodom)
- Jeff Loomis (Nevermore)
- Uwe Lulis (Rebellion)
- Daron Malakian (System of a Down)
- James Root (Slipknot, Stone Sour)
- Adrian Smith (Iron Maiden)
- Szekeres Tamás
- Mick Thomson (Slipknot)
- Zakk Wylde (Black Label Society, Ozzy Osbourne)
- Peter Windtorn Molnar (Windtorn)

### Blues
- Doyle Bramhall II (Arc Angels)

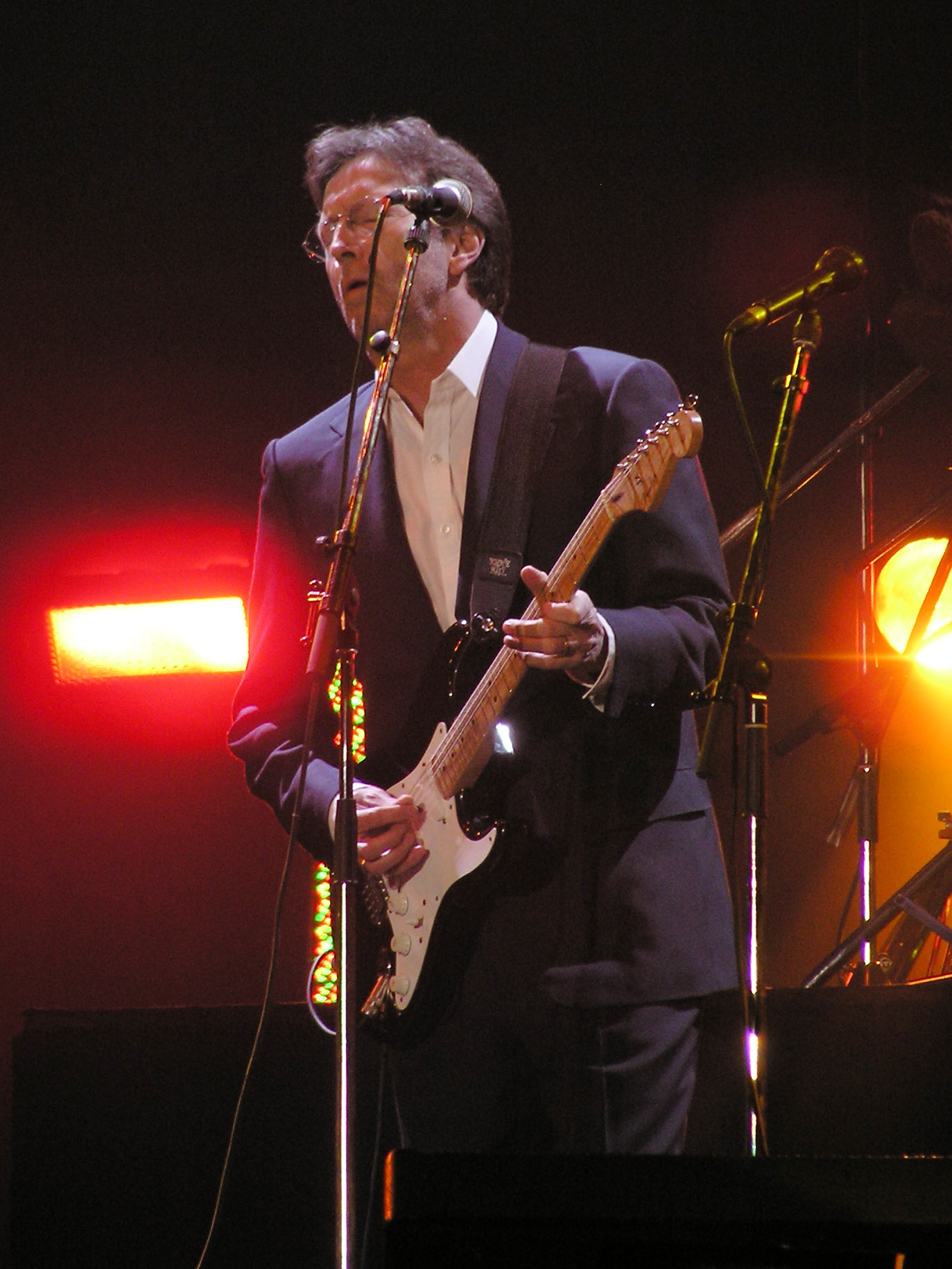
Eric Clapton

- Eric Clapton (The Yardbirds, Cream, Blind Faith, Derek and the Dominos)
- Fehér Géza (Hobo Blues Band)
- Buddy Guy
- John Lee Hooker
- Robert Johnson
- Tommy K. Jr.
- Albert King
- B. B. King
- Alexis Korner
- John Mayall
- Gary Moore
- Ripoff Raskolnikov
- Sonny Terry
- Jimmie Vaughan
- Stevie Ray Vaughan
- Muddy Waters
- Johnny Winter
- Lazlo Baliko
- AG Weinberger

### Country
- James Burton
- Johnny Cash
- Waylon Jennings
- Kris Kristofferson
- Albert Lee
- Légrády Péter
- Willie Nelson
- Brad Paisley
- Keith Urban

### Punk
- Steve Jones (Sex Pistols)
- Shane MacGowan (The Pogues)
- Joe Strummer (The Clash)
- Mick Jones (The Clash)

## Basszusgitárosok

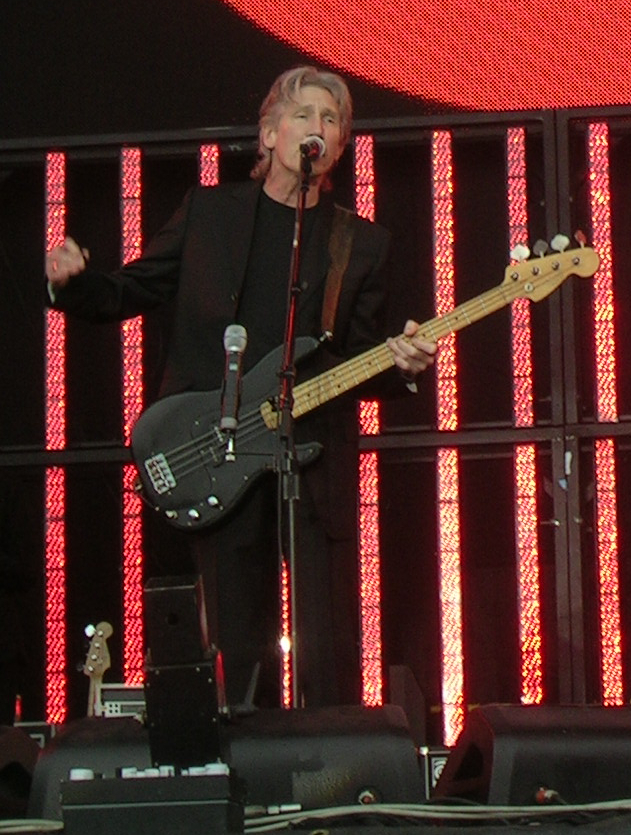
Roger Waters

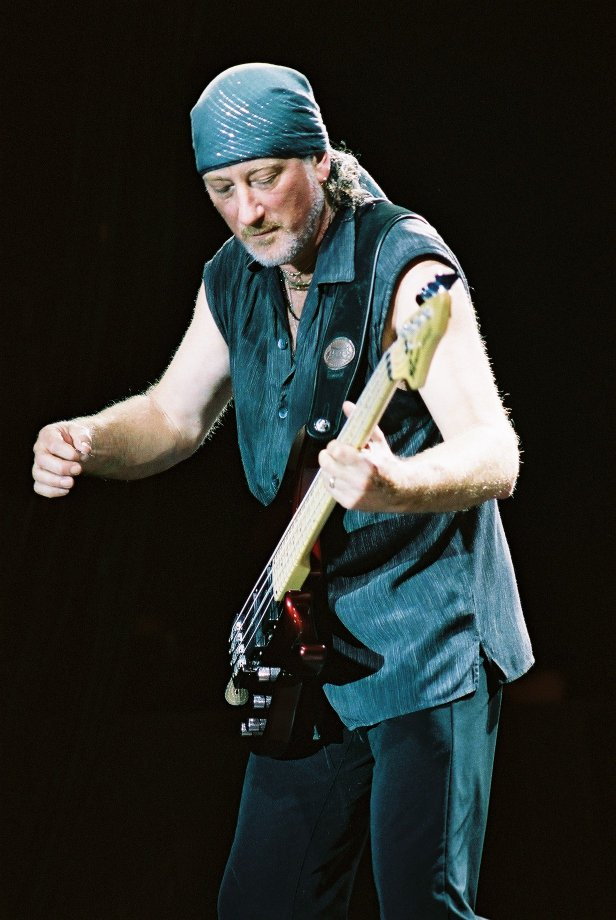
Roger Glover

- Michael 'Flea' Balzary (Red Hot Chili Peppers)
- Matt Bissonette
- Jack Bruce  (Cream)
- Szörényi Szabolcs (Illés, Fonográf)
- Cliff Burton (Metallica)
- Geezer Butler (Black Sabbath)
- Jack Casady (Jefferson Airplane, Hot Tuna)
- Adam Clayton (U2)
- Billy Cox (Jimi Hendrix)
- John Deacon (Queen)
- John Entwistle (The Who)
- Nate Mendel (Foo Fighters)
- Jeff Ament (Pearl Jam)
- Bill Wyman (The Rolling Stones)
- Roger Glover  (Deep Purple)
- Paul Gray (Slipknot)
- Tom Hamilton (Aerosmith)
- Steve Harris (Iron Maiden)
- Glenn Hughes (Deep Purple, Black Sabbath)
- John Paul Jones (Led Zeppelin)
- Greg Lake (King Crimson, Emerson, Lake & Palmer)
- Ronnie Lane (Small Faces, Faces)
- Lovasi András (Kispál és a Borz)
- Lukács László (Tankcsapda)
- Paul McCartney (The Beatles, Wings)
- Oliver Riedel (Rammstein)
- Duff McKagan (Guns N’ Roses)
- John McVie (Fleetwood Mac)
- Shavo Odadjian (System of a Down)
- Cait O’Riordan (The Pogues)
- Jaco Pastorius (Weather Report)
- Nadja Peulen (ex-Coal Chamber)
- Carl Radle (Derek and the Dominos, Eric Clapton)
- Noel Redding (The Jimi Hendrix Experience)
- Krzysztof Ścierański
- Gene Simmons (Kiss)
- Paul Simonon (The Clash)
- Sting (The Police)
- Robert Trujillo (Metallica, Suicidal Tendencies, Infectious Grooves, Black Label Society, Ozzy Osbourne)
- Sid Vicious (Sex Pistols)
- Klaus Voormann (Manfred Mann, The Plastic Ono Band)
- Roger Waters  (Pink Floyd)
- Bill Wyman (The Rolling Stones)